# José Alonso (reżyser)
José Alonso (ur. 1925, zm. 1990) – hiszpański reżyser teatralny, także pedagog.
Jego pierwszą pracą reżyserską był spektakl Trąd w pałacu sprawiedliwości U. Bettiego w Teatro da Cámara w Madrycie w roku 1953. Do 1961 współpracował z różnymi teatrami hiszpańskimi, a następnie w latach 1962-1976 pełnił funkcję dyrektora Teatro Maria Guerrero, czołowej madryckiej sceny dramatycznej. 1970-1989 pracował jako pedagog w wyższej szkole teatralnej w stolicy Hiszpanii.
Znany z licznych inscenizacji, w tym dzieł współczesnej dramaturgii (m.in. reżyserował dramaty E. O’Neilla, T. Williamsa, A. Millera, J.P. Sartre’a, J. Anouilhe’a, E. Ionesco), a także klasyki (m.in. dzieła W. Shakespeare’a, Lope de Vegi). Ma na swoim koncie wiele nagród teatralnych.

## Wybrane inscenizacje
- 1965: Atłasowy trzewiczek (aut. P. Claudel)
- 1971: Kaukaskie kredowe koło (aut. B. Brecht)
- 1975: Miłosierdzie (aut. B.P. Galdós), wys. w Warszawie przy okazji festiwalu Teatru Narodów
- 1976: Dziwadło (oryg. El adefesio, aut. R. Alberti
- 1980: Widok z mostu (aut. A. Miller)